# Цимбалы
Цимба́лы — струнный ударный музыкальный инструмент трапециевидной формы. Звук извлекается ударами двух деревянных палочек или колотушек с расширяющимися лопастями на концах.
Распространены у многих народов Восточной Европы, особенно среди молдавских и румынских лэутаров, венгров и гуцулов. Также используются в Беларуси и Польше. В России традиция игры на цимбалах была выявлена в регионе Поозёрье на российско-белорусском пограничье: на юге Псковской области (цимбалы аккомпанируют пению, скрипке и/или гармони) и в Смоленской области. В целом, восточная граница распространения совпадает с рубежами исторической Речи Посполитой. Также цимбалы используются в народной музыке швейцарской области Аппенцелль.

## История
Цимбалоподобные инструменты впервые встречаются в древней Месопотамии: у шумеров (самое раннее изображение — рубеж IV—III тысячелетий до н. э.) и древних вавилонян (IX век до н. э.) и ассирийцев (VII век до н. э.). Тем не менее месопотамские цимбалы были треугольной формы (за что получили название «триганон»), со струнами, расположенными поперёк корпуса инструмента, а не вдоль, и больше напоминали арфу. Древнегреческий учёный Пифагор изобрёл музыкальный инструмент монохорд с примерно таким же, как у цимбал, принципом действия; однако он имел лишь одну струну и служил не для музицирования, а для определения ладов и интервалов. В Европу цимбалы современного вида проникли во времена раннего Средневековья, благодаря цыганам, арабам или возвращавшимся из крестовых походов крестоносцам, неизвестно.
Цимбалы были довольно популярны в среде феодалов, особенно у дам. Чешский писатель Павел Жидек, характеризуя инструмент в своей энциклопедии «Книга о двадцати искусствах» (лат. Liber viginti artium) 1461 г., говорит о его «очень сладкой гармонии», хвалит его приятное звучание. По его мнению, инструмент идеально подходил для придворной и бюргерской музыки. С XVI века цимбалы стали использоваться не только как сольный, но и как аккомпанирующий и ансамблевый инструмент. К тому моменту они проникли и в простонародную музыку, особенно в странах Восточной Европы. В оперном жанре цимбалы были впервые использованы в 1753 году в одной испанской опере, где аккомпанировали примадонне.
В XVII веке в Германии появилась местная разновидность цимбал — хаккбретт. В конце XVII — начале XVIII веков немецкий композитор и учитель танцев Панталеон Гебенштрайт, известный в то время как виртуозный цимбалист и импровизатор, изобрёл разновидность цимбал, управлявшуюся с помощью клавиш, и впоследствии получившую его имя — панталеон, или панталон. Панталеон послужил прототипом фортепиано.
В Россию, согласно исследованиям Ивана Забелина, цимбалы проникли в XV веке. На протяжении XVI—XVII вв. встречаются многочисленные упоминания о цимбалах при царском дворе. Так, среди музыкантов Потешной палаты, творивших в период царствования Михаила Фёдоровича, упоминаются цимбалисты Томило Бесов (1613—1614), Милентий Степанов (1626—1632) и Андрей Андреев (1631). Позднее, во времена царствования Елизаветы Петровны, возник интерес и к панталеону. Он был особенно популярен в 1755—1757 годах, когда в России, по контракту на три года, служил придворным музыкантом виртуоз на панталеоне Иоганн Баптист Гумпенхубер, также занимавшийся усовершенствованием роговой музыки. Позднее интерес к нему угас, и только в 1765 г., согласно исследованиям П. Столпянского, в музыкальных магазинах Петербурга, помимо клавикордов, начали продаваться и панталеоны, причем имелись «стоячие пантолоны» и «подержанный пантолон».
Первые концертные профессиональные цимбалы соорудили в 1870 году владелец пештской фабрики музыкальных инструментов Йожеф Шунда и его племянник Венцель Шунда, а уже к 1874 году было налажено серийное производство нового вида цимбал. Этот новый вид незадолго до смерти хорошо оценил и Ференц Лист. Уже в XX веке усовершенствованием цимбал занимались Лайош Бохак и его сын, также Лайош.
Вновь в оперный оркестр цимбалы ввёл Ференц Эркель — в опере «Бан Банк». Также этот инструмент использовал Ференц Легар — в оперетте «Цыганская любовь» (Интродукция и ария Зорики, акт первый) цимбалы аккомпанируют скрипичному соло. Цимбалы задействованы в произведениях и многих других композиторов (Игорь Стравинский, Клод Дебюсси, Бела Барток, Золтан Кодай).

## Разновидности
Различаются народные и концертно-академические разновидности цимбал. Размеры корпуса первых могут варьироваться: 750—1150 мм для нижнего основания, 510—940 мм для верхнего, 255—400 мм для боковых сторон, высота — 33-95 мм, ширина — 235—380 мм. У профессиональных цимбал (модель «Прима») в основном следующие параметры: нижнее основание — 1000 мм, верхнее — 600 мм, боковая сторона — 535 мм, высота — 65 мм, ширина — 490 мм. Народные цимбалы часто являются портативными и имеют ремешок, который цимбалист надевает через плечо или шею. Также народные цимбалы для фиксации кладутся на колени. Концертные цимбалы снабжены ножками и педалью-демпфером.
У индийского сантура струны изготавливаются из травы «мунджа», а палочки — из бамбука. Европейские цимбалы используют кишечные, а с XII—XIII веков и металлические струны. Палочки для венгерских и румынских цимбал представляют собой молоточки, палочки для белорусских — серповидной формы, обмотанные замшей с натянутой на них бечёвкой или нитью. Белорусские палочки для цимбал изготовляются из вишни.

## Техника игры
Звук извлекается путём ударов молоточком по струнам. При отсутствии глушения во время удара возникающий обертон передаётся и на другие струны, в результате чего возникает непрерывный гудящий фон, позволяющий образовывать связь звуков и сливать их в единую мелодию. Удар может наноситься силой как кисти, так и всей руки. Он используется для извлечения отдельных звуков, тремоло или для несложных мелодий. Помимо ударов непосредственно обшивкой, практикуются и удары деревянной частью палочек (схожий приём используется при игре на смычковых). В современной музыке помимо вышеописанных приёмов используются удары деревянной стороной палочки по краю деки, что позволяет имитировать звук кастаньет, пиццикато (щипок струны ногтем или подушечкой пальца), флажолет, сурдина (извлечение сухого приглушённого звука с помощью прижимания струны одной рукой и ударом по ней же другой рукой), глиссандо (извлечение скользящего звука с помощью пальцев и палочек) и вибрато (извлекается путём небольшого опускания струны и дальнейшим нажатием на ту же струну с другой стороны подставки для создания вибрации).

## Цимбалы в странах мира
В странах восточной и южной Европы цимбалы называют примерно одинаково:
- Беларусь: цымбалы, цымбалкі, цынбалы, самбалошкі
- Болгария: цимбал
- Чехия: cimbál
- Украина: цимбали (цымбалы)
- Венгрия: cimbalom (цимбалом)
- Польша: cymbały, cymbałki
- Молдова, Румыния: ţâmbal, цымбал (большие цимбалы называются ţâmbal mare, маленькие — ţâmbal mic)
- Сербия: цимбал
- Словения: čembale
- Словакия: cimbal
- Идиш: צימבל (цимбл)
- Латвия: cimbāle
- Таиланд: ขิม (khim, кхим)

В Западной Европе цимбалы называются дульцимер или Hammered dulcimer.

## Известные цимбалисты
- Тони Иордаке (рум. Toni Iordache; 1942—1988) — румынский цимбалист-виртуоз
- Шандор Юрмёш (венг. Ürmös Sàndor) — венгерский цимбалист
- Аладар Рац (венг. Rácz Aladár; 1886—1958) — венгерский цимбалист-солист
- Иосиф Жинович (бел. Язэп Жыновіч; 1907—1974) — советский белорусский цимбалист
- Калман Балог (венг. Balogh Kálmán; род. 1959) — венгерский цимбалист цыганского происхождения
- Прадед Вероника (род. 1985)  —  белорусская цимбалистка[13]
- Захария Михаил (укр. Захарія Михайло; 1987)
- В 2021 году музыкальная группа ZAPAL на шоу «Україна має талант» показала прекрасную игру на цимбалах и покорила зрителей и судей. Исполнители играют композиции на кахоне и цимбалах.

## Галерея
- Молдавская разновидность цимбал, с почтовой марки СССР 1990 г.
- Цимбалы начала XX в. в национальном историческом музее Беларуси, Минск
- Венгерские портативные цимбалы
- Цимбалист на площади Plaza de Oriente в Мадриде
- Гуцул-цимбалист из села Криворовня Верховинского района Ивано-Франковского района Украины
- Хакбретт в расписном корпусе, экспозиция «Дома Музыки» (Штутгарт)
- Аллегория музыки, миниатюра Робине Тестара из «Нравоучительной книги о шахматах любви»